# Melchior Heydenreich
Melchior Heydenreich (* 12. September 1560 in Dresden; † 5. September 1631 in Erfurt) war ein kurfürstlich-sächsischer Amtsschösser des Amtes Weißensee.

## Leben
Er war der Sohn eines Lehnssekretärs an der Kanzlei am Dresdner Hofes, der die Tochter des dortigen Oberforstmeisters geheiratet hatte.
53 Jahre stand Heydenreich im Dienst der Kurfürsten von Sachsen, davon 39 Jahre in Weißensee als Amtsschösser.
Melchior Heydenreich erwarb im Jahre 1623 28 Acker Wiesenwachs bei Walschleben und Andisleben sowie 25 Schillinpfennige jährlicher Erbzins zu Andisleben, mit denen er vom Kurfürsten Johann Georg I. von Sachsen am 3. Juni 1624 belehnt wurde. Diese Äcker blieben die nächsten 200 Jahre im Familienbesitz und bildeten einen wichtigen Grundstock für den Reichtum der Gelehrten- und Juristenfamilie Heydenreich, die sich in Thüringen weit verbreitete.
Er starb kurz vor Vollendung seines 70. Lebensjahres in Erfurt, wohin er aufgrund des Krieges geflohen war. Dort wurde er am 7. September 1631 in der Predigerkirche beigesetzt. Sein gemaltes Epitaph blieb erhalten.
Heidenreich war dreimal verheiratet und hatte insgesamt 22 Kinder, von denen das erste im Jahre 1587 und das jüngste im Jahr seines Todes 1630 geboren wurden.
Nach dem Tod des Vaters blieben die Lehnstücke im gemeinschaftlichen Besitz seiner ihn überlebenden Söhne Augustus (starb spätestens 1646 und hinterließ vier Söhne), Christianus, Davidt, Wolfgang, Johann Georg, Elias Rudolph, Jacob Heinrich und Johann Philipp Heydenreich. Letzterer, der jüngste Sohn, erreichte nicht das Erwachsenenalter und starb am 8. September 1637 in Kölleda.
David Heydenreich (1600–1674) wurde Bürgermeister der Stadt Frankenhausen, wie auch sein 1607 geborener jüngerer Bruder Wolfgang.